# La Cenerentola
Cenușăreasa (în italiană La Cenerentola ossia La buontà in trionfo) este o operă comică în 2 acte de Gioachino Rossini, după un libret de Jacopo Ferreti. Premiera operei a avut loc la Teatro Valle (Teatro della Valle) din Roma, în ziua de 25 ianuarie 1817.
Durata operei: cca 2 ½ ore. 

## Acțiunea operei
Cenerentola (Cenușăreasa) este sora vitregă și săracă a celor două surori, Clorinda si Thisbe, fiicele lui Don Magnifico, baron de Montefiascone. Când Don Ramiro (prinț de Salerno, deghizat și prezentat ca fiind valetul Dandini), o vede pe Cenușăreasa, cei doi se îndrăgostesc imediat. Cenușăreasa reușește să ajungă la bal, ca o misterioasă doamnă, iar prințul Don Ramiro îi declară din nou iubirea sa. Dar, Cenușăreasa dispare, lăsând în urma ei una dintre brățări, fără a uita să-i spună să o găsească, dacă o iubește cu adevărat. Mai târziu, când prințul Don Ramiro îl vizitează pe Don Magnifico, vede pe brațul Cenușăresei o brățară identică, iar adevărul iese la iveală, spre furia neputincioasă a surorilor.

## Personaje
- Don Ramiro, prinț de Salerno (tenor)
- Dandini, valetul său (bariton)
- Don Magnifico, baron de Montefiascone, tatăl lui Clorinda și Tisbe (bas)
- Clorinda, una din fiicele sale (soprană)
- Tisbe, altă fiică a lui Don Magnifico (mezzo-soprană)
- Angelina (numită „La Cenerentola” - „Cenușăreasa”), fiica vitregă a lui Don Magnifico (soprană)
- Alidoro, filozof și dascăl al lui Don Ramiros (bas)
- oaspeți, invitați la bal, servitori